# 田竇二師
田竇二師，即田仙師、竇仙師二神，是粤剧、崑曲、弋阳腔、宜黄腔戲班的戲神，粤剧演員一般視為华光天王的從神，田竇二師的來源，眾說紛紜，尚無定論。

## 典故
- 「田仙師」是閩南人奉祀的田都元帥，傳入廣東時，「田都」被誤寫為「田竇」，故稱“田、竇二師”。

- 「田仙師」是閩南人奉祀的田都元帥。「竇仙師」的「竇」原作「喜」，是北方戲神「喜神」；因草書字型相似而導致誤傳。